# Destinée
Destinée (französisch Île Destinée; englisch Destinée Island) ist eine kleine, unbewohnte Insel im Indischen Ozean südwestlich von Rodrigues und etwa eintausend Kilometer östlich von Madagaskar.
Politisch gehört die Insel zu Mauritius. Destinée ist ca. 1,25 Kilometer von der westlichen Küste und ca. 1 Kilometer von der südlichen Küste von Baie Topaze entfernt.